# Rödental
Rödental este un oraș din districtul Coburg, regiunea administrativă Franconia Superioară, landul Bavaria, Germania. 

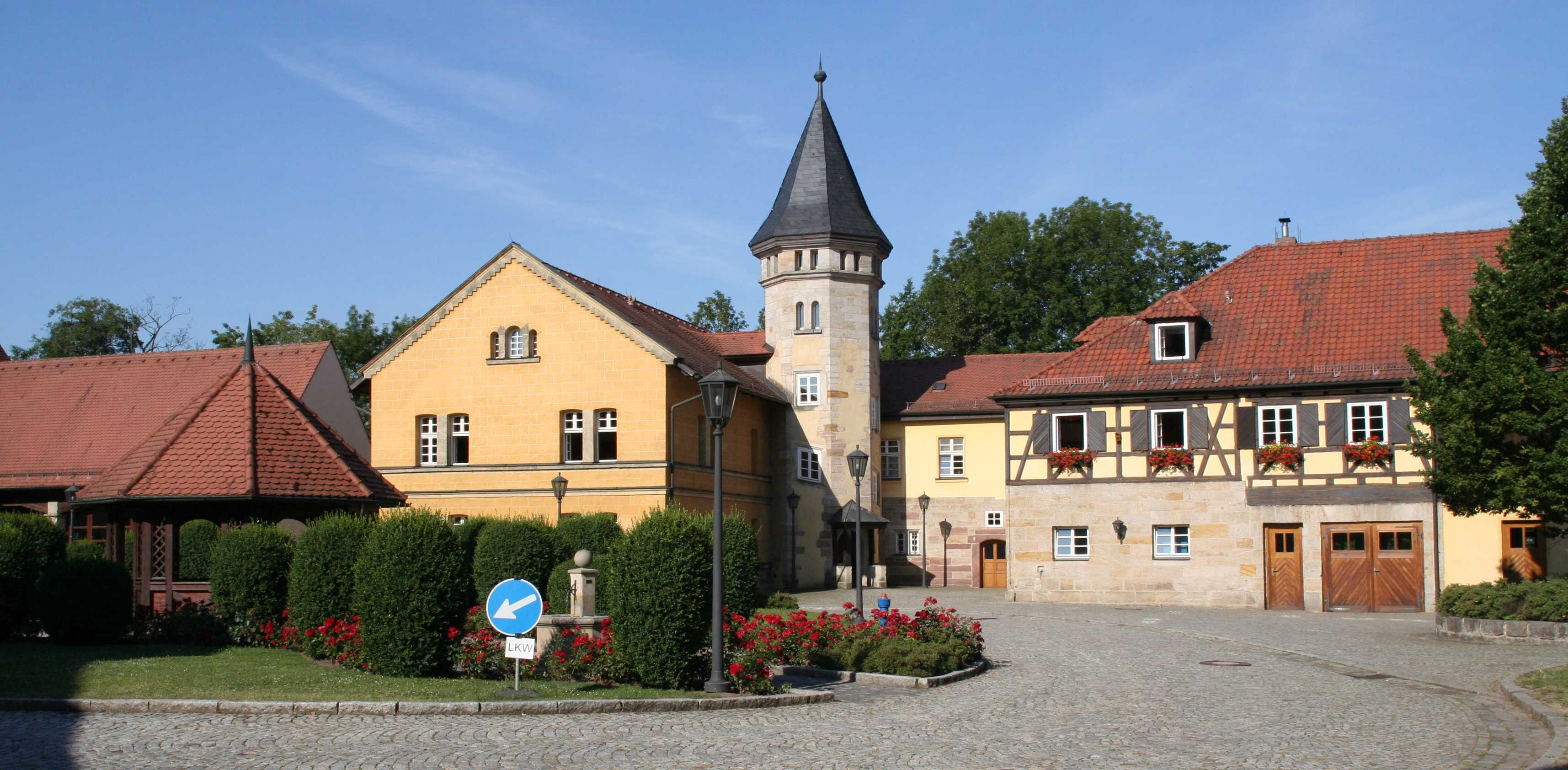
Rödental